# Florisugins
Els florisugins (Florisuginae) són una subfamília d'ocells dins els troquílids (Trochilidae).

## Taxonomia
Un estudi sobre filogenètica molecular dels colibrís publicat el 2007, va mostrar que els troquílids estaven formats per nou clades principals. Arran aquesta troballa es va recuperar la subfamília Florisuginae que havia estat introduïda per Charles Lucien Bonaparte el 1853 (com Florisugeae).

Aquesta subfamília és considerada basal respecte la resta de colibrís.
Inclou dos gèneres:
- Gènere Topaza, amb dues espècies.
- Gènere Florisuga, amb dues espècies.